# Malazgirt
Malazgirt est une ville de la province de Muş, en Turquie orientale. Sa population se monte à 23 697 habitants en 2000.
La ville était un important centre commercial de l'ancien royaume d'Arménie (où elle était le siège des princes Manavazian), puis de l'empire byzantin.
C'est en août 1071 qu'a lieu à proximité de la cité la bataille de Manzikert, entre les Seldjoukides et les Byzantins. Cette bataille se solde par une lourde défaite de ces derniers (l'empereur Romain Diogène est capturé par le sultan Alp Arslan) et ouvre à terme les portes de l'Anatolie aux Turcs.